# مادلیا (مینه‌سوتا)
مادلیا، مینه‌سوتا (به انگلیسی: Madelia, Minnesota) یک شهر در ایالات متحده آمریکا است که در شهرستان واتونون، مینه‌سوتا واقع شده‌است.

## خصوصیات
مادلیا ۳٫۸۱ کیلومترمربع مساحت و ۲٬۳۰۸ نفر جمعیت دارد و ۳۱۲ متر بالاتر از سطح دریا واقع شده‌است.